# Manfred Brauneck
Manfred Brauneck (Jaworzyna Śląska, 22 de abril de 1934) é um teatrólogo alemão.